# Асатиани, Нугзар Платонович
Нугза́р Плато́нович Асатиа́ни (16 июля 1937, Кутаиси, Грузинская ССР, СССР — 2 апреля 1992, Тбилиси, Грузия) — советский фехтовальщик на саблях, олимпийский чемпион и чемпион мира. Заслуженный мастер спорта СССР (1964).

## Биография
В 1960 году окончил Грузинский ГИФК, а в 1968-м — Тбилисский государственный университет. Юрист. Член КПСС с 1968 года.
Выступал за «Буревестник», с 1960 — Динамо (Тбилиси). В конце 70-х — начале 80-х работал председателем Грузинского республиканского совета СДСО «Буревестник».

## Достижения
- Чемпион Олимпийских игр 1964 в командном первенстве по фехтованию на саблях. Участник Олимпийских игр 1960 (выбыл в 1/4 финала в личных и командных соревнованиях).
- Чемпион мира 1965 в командных соревнованиях. Серебряный призёр чемпионата мира 1961, 1963 в командном первенстве. Бронзовый призёр чемпионата мира 1962 в командном первенстве.
- В составе команды завоевал Кубок Европы 1966.
- Чемпион СССР 1961 в личных соревнованиях.
- Обладатель Кубка СССР 1960, 1962, 1966, 1968 в личном первенстве.